# Кусі Рімай
Койя Кусі Рімай (розквіт — 1493 р.) — принцеса та імператриця, дружиною Койя, з імперії інків у шлюбі зі своїм братом, Сапа Інка Вайною Капаком (правління 1493—1527). Кажуть, що вона відповідала за допомогу і добробут свого народу після стихійних лих. Вона була другою особою після імператора.
Кусі Рімай була дочкою інків Тупака Юпанкі та Мами Окло Койї, а також рідною сестрою Вайни Капака. Після його сходження на престол у 1493 році вона вийшла заміж за свого брата згідно зі звичаєм. Таким чином вона стала 11-ю койєю імперії інків. Койя Кусірімай не мала синів і, як повідомляється, померла на початку правління свого чоловіка.

## Загальні довідники
- Burr Cartwright Brundage: Empire of the Inca
- Susan A. Niles: The Shape of Inca History: Narrative and Architecture in an Andean Empire
- Reiner Tom Zuidema: The Ceque System of Cuzco: The Social Organization of the Capital of the Inca